# Lchashen
Lchashen là một đô thị thuộc tỉnh Gegharkunik, Armenia. Dân số ước tính năm 2011 là 5036 người.